# François Sans
Pour les articles homonymes, voir Sans.
François Sans est un industriel et homme politique français le 9 juin 1795 à Ax-les-Thermes (Ariège) et mort à Londres le 26 octobre 1859.

## Biographie
François Prime Félicien Sans est le fils de François Joseph Sans, négociant à Ax, fabricant d'acier, de faux et limes à Toulouse, et de Marie Gabrielle Garrigou.
Négociant à Toulouse, fondateur des usines Saint-Antoine, près de Foix, pour la fabrication de pâte à papier, il est conseiller général de l'Ariège (an VIII) puis député de la Haute-Garonne de 1831 à 1834 (3e circonscription), siégeant dans la majorité soutenant les ministères de la Monarchie de Juillet.
Il devient maire de Toulouse (Républicains modérés) du 9 juin 1849 au 24 juin 1852.
Il a un fils François-Joseph Sans qui est avocat à Toulouse.